# Sara Shane
Sara Shane (n. 18 mai 1928, Saint Louis, Missouri, SUA – d. 31 iulie 2022, Gold Coast, Queensland, Australia) a fost o actriță americană, care a jucat în film și televiziune în timpul Epocii clasice a Hollywood-ului⁠(d) din anii 1950 și începutul anilor 1960.

## Cariera de actorie
Născută Elaine Sterling, Shane și-a asigurat un contract de film cu MGM și a făcut parte din câteva musicals (creditată cu numele ei de naștere). Studioul a renunțat la ea după șase luni. În 1953 l-a angajat pe promoterul Russell Birdwell și a început să folosească numele Sara Shane („inspirat de filmul cu același nume”). Ea și-a asigurat un contract de șapte ani cu Universal International Pictures (UI), dar după două filme și-a luat un an sabatic, care la acea vreme s-a prezis ca fiind probabil scurt.
Un articol din ziar din 1953 a relatat cum colega actriță Hedy Lamarr a determinat-o pe Shane (descrisă drept „cea mai apropiată prietenă a lui Lamarr în ultimii ani”) să-și reia cariera în film. Shane a spus despre Lamarr: „M-a împins din nou în carieră și m-a scos din lene”. Articolul remarca că Shane era „în prezent la casting pentru filmul lui John Wayne „The High and the Mighty” și la versiunea de film pentru „Oklahoma”. S-a întors la cariera în film și televiziune în 1955, cu rolul predominant din filmul lui Clark Gable The King and Four Queens. Ultimul ei film, Tarzan's Greatest Adventure, din 1959, în care a interpretat-o pe Angie, este considerat cea mai memorabilă interpretare a ei. Ea a continuat munca în televiziune până în 1964.
Printre aparițiile televizate ale Sarei Shane, ea a jucat rolul inculpatei Alyce Aitken în episodul din 1961, „The Case of the Envious Editor” al serialului Perry Mason. Ea a jucat și rolul Ethel Meridith în serialul The Outer Limits, episodul 8, sezonul 2, intitulat „Wolf 359”, care a fost difuzat pe 7 noiembrie 1964. Ultimul rol de actorie al Sarei a fost rolul contesei din primul sezon, episodul cu tematică de Crăciun „Long Live the Kingdom” al serialului de televiziune Voyage to the Bottom of the Sea difuzat de ABC, pe 21 decembrie 1964. Regizorul episodului, László Benedek, a lucrat anterior cu Shane la episodul „Wolf 359” din The Outer Limits și a recomandat-o pentru rol.

## Cariera în afaceri
Shane a părăsit actoria în 1964 pentru a intra în afaceri. Din 2018, ea a fost director al Centrului de Sănătate Hippocrates din Queensland, Australia și autor. În 1974, ea a publicat un roman non-ficțional, Zulma, despre experiențele unei femei trans mexicane (dinainte de operația de schimbare de sex) în închisoarea La Mesa, pe baza vizitei ei la penitenciar și a întâlnirii cu o femeie trans pe nume Zulma. În 2000, ea a publicat Take Control of Your Health and Escape the Sickness Industry (ISBN: 978-0646402970). În 2008, ea a scris, produs și co-prezentat (împreună cu naratorul Tony Barry) un film documentar pe DVD intitulat „One Answer to Cancer” (2008). Prima jumătate a DVD-ului este despre pericolele medicamentului Aldara. Restul filmului promovează un tratament alternativ al cancerului, unguent negru; inclusiv instrucțiuni detaliate despre cum să se facă și să se aplice.

## Viața personală
Shane s-a căsătorit în 1949 cu William Hollingsworth, un „magnat⁠(d) imobiliar bogat”. Au divorțat în 1957. Cuplul a avut un fiu, Jamie. Shane a murit pe 31 iulie 2022, la vârsta de 94 de ani, în Gold Coast, Australia.

## Filmografie
| An   | Titlu                       | Role          | Note       |
| ---- | --------------------------- | ------------- | ---------- |
| 1948 | Easter Parade               | Showgirl      | Necreditat |
| 1948 | Julia Misbehaves            | Mannequin     | Necreditat |
| 1949 | Neptune's Daughter          | Miss Pratt    | Necreditat |
| 1954 | Magnificent Obsession       | Valerie       |            |
| 1954 | Sign of the Pagan           | Myra          |            |
| 1955 | Daddy Long Legs             | Pat           | Necreditat |
| 1956 | Three Bad Sisters           | Lorna Craig   |            |
| 1956 | The King and Four Queens    | Oralie McDade |            |
| 1957 | Affair in Havana            | Lorna         |            |
| 1959 | Tarzan's Greatest Adventure | Angie Loring  |            |

## Televiziune
| An   | Titlu                           | Role           | Note                                                    |
| ---- | ------------------------------- | -------------- | ------------------------------------------------------- |
| 1961 | Alfred Hitchcock Presents       | Loretta Burns  | Sezonul 7 Episodul 8: „The Old Pro”                     |
| 1961 | Perry Mason                     | Alyce Aitken   | Sezonul 4 Episodul 13: „The Case of the Envious Editor” |
| 1962 | The Alfred Hitchcock Hour       | Helen Barrow   | Sezonul 1 Episodul 5: „Captive Audience”                |
| 1964 | The Outer Limits                | Ethel Meridith | Sezonul 2 Episodul 8: „Wolf 359”                        |
| 1964 | Voyage to the Bottom of the Sea | The Countess   | Sezonul 1 Episodul 15: „Long Live the Kingdom”          |